# 1542 en arts plastiques
| Années des arts plastiques : 1539 - 1540 - 1541 - 1542 - 1543 - 1544 - 1545    |
| Décennies des arts plastiques : 1510 - 1520 - 1530 - 1540 - 1550 - 1560 - 1570 |

Cette page concerne l'année 1542 en arts plastiques.

## Œuvres

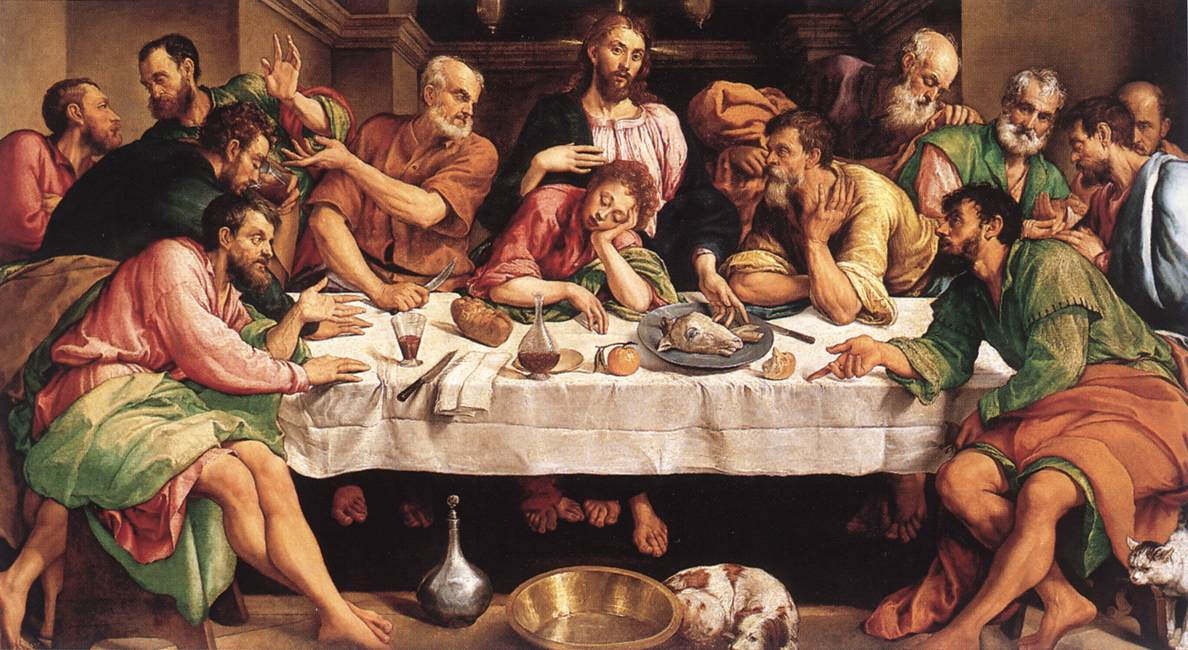
La Cène, de Jacopo Bassano.

## Naissances
- Date inconnue :
  - Frans Francken I, peintre flamand de l'École d'Anvers († 1616),
  - Joris Hoefnagel, enlumineur flamand († 9 septembre 1601),

- Vers 1542 :
- Joos van Winghe, peintre maniériste brabançon († décembre 1603).

## Décès
- 6 janvier : Bernard van Orley, peintre flamand (° vers 1488),
- ? :
  - Francesco Caccianemici, peintre italien (° ?),
  - Michele Coltellini, peintre italien (° 1480),
  - Ercole Ramazzani, peintre italien de l'école bolonaise (° 1484),